# Fratelli Beretta
Il Salumificio Fratelli Beretta S.p.A. è un'azienda italiana con in portafoglio 19 prodotti Dop (Denominazione di origine protetta) e Igp (Indicazione geografica protetta). Gli uffici e la sede amministrativa si trovano a Trezzo sull'Adda, la sede legale a Barzanò.

## Storia

### Gli inizi
La data di fondazione dell'azienda è fissata al 5 maggio 1812, attraverso un atto con il quale Carlo Antonio Beretta riceve dal padre la bottega di famiglia in cui si vendono carne suina e derivati a Barzanò, nella Brianza. Nel 1920 Felice e Mario Beretta aprono sempre a Barzanò un negozio di macelleria e salumeria, dando vita ad un'attività artigianale che negli anni cinquanta diventa industriale. Nei primi anni sessanta, con il successo dei supermercati, Giuseppe e Vittore Beretta ampliano l'attività alla salumeria confezionata. E nel 1976 viene inaugurato il primo stabilimento in Italia specializzato nella produzione di wurstel con il marchio Wuber.

### L'espansione
Nel 1987 inizia l'espansione con uno shopping mirato sulle imprese specializzate in produzioni Dop e Igp. La società rileva il salumificio Brianteo e Cim, aziende specializzate nella produzione di prosciutto di Parma Dop. Nel 1996 la sede storica di Barzanò viene trasferita a Trezzo sull'Adda, provincia di Milano. Nel 1997 sbarca negli Stati Uniti, acquisendo un'attività produttiva nel New Jersey, a South Hackensack: a causa delle leggi americane, salumi e coppe non possono essere esportate dall'Italia. Tra il 1999 e il 2002 acquisisce una partecipazione in San Carlo, specializzata nella produzione di salami e prosciutti, e acquisisce Del Zoppo, produttore di bresaole.
Nel 2002 inizia anche la diversificazione nel mercato dei piatti pronti. Viene costituita una nuova società di nome Piatti Freschi Italia in partnership con il leader francese del settore, Fleury Michon. Tra il 2005 e il 2007 è anche realizzata una joint venture con il colosso cinese Yurun per la produzione di salumi all'italiana nei pressi di Nanchino, è acquisita una partecipazione in Moser, produttore di speck, è comprata un'altra azienda negli Stati Uniti, questa volta in California, a Fresno (marchio Busseto).
Nel 2011 acquisisce, tramite Piatti Freschi, la società Fresco Vogliazzi, specializzata in gastronomia. Un anno più tardi, nel febbraio 2012, viene inaugurato un secondo stabilimento in Cina, a Ma'anshan, a 300 chilometri da Shanghai. Sempre quell'anno la Fratelli Beretta rileva anche Framon e Cresus (produzione di prosciutto di San Daniele Dop). Nel 2013 prende in affitto il ramo d'azienda del Prosciuttificio Carpegna (Pesaro-Urbino), nel 2014 è la volta del Prosciuttificio Casa Toscana (Siena). Nel 2015 di nuovo gli Stati Uniti: altro sito produttivo nel New Jersey, a Mount Olive, 18 000 metri quadrati con una produzione a regime di 25 000 tonnellate di salumi e mortadelle e anche del primo prosciutto made in Usa ma fatto con tecniche italiane.
Nel 2018 la società, guidata da Alberto Beretta, sesta generazione (ma la famiglia Beretta è già arrivata alla settima), ottiene il via libera per esportare negli USA il prosciutto di Carpegna.